# Халидов, Айса Идрисович
Айса Идрисович Халидов (10 ноября 1954, Текели, Алма-Атинская область — 4 сентября 2024) — чеченский языковед, доктор филологических наук, заведующий кафедрой русского языка Чеченского государственного университета с 1992 по 2016 г., в последние годы профессор кафедры русского языка и методики его преподавания Чеченского государственного педагогического университета.

## Биография
Айса Халидов родился 10 ноября 1954 года в Текели, расположенном в Талды-Курганской области Казахской ССР, где семья Халидовых жила после депортации чеченцев зимой 1944 года. Когда Айсе исполнилось полных 5 лет, семья вернулась на родину и обосновалась в селении Старая Сунжа, из которого были выселены родители.
В восьмилетнем возрасте начал обучение в местной Старосунженской средней школе. Окончив школу, в 1972 году поступил на филологический факультет Чечено-Ингушского государственного университета (специальность «Русский язык и литература, чеченский язык и литература»). После окончания с отличием университета поступил в аспирантуру при кафедре русского языка Петрозаводского государственного университета имени О. В. Куусинена, в котором под руководством профессора З. К. Тарланова подготовил кандидатскую диссертацию «Полипрефиксальные глаголы в языке русского фольклора», защищенную в Ленинградском государственном университете им. А. А. Жданова в 1981 г.
С 1980 года работал в Чеченском государственном университете. В 2016 году избрал основным местом работы Чеченский государственный педагогический университет, в котором занимал должность профессора кафедры русского языка и методики его преподавания. Читал в обоих университетах курсы «Современный русский язык», «Сопоставительное языкознание/грамматика», «Основы филологического исследования», «Актуальные проблемы общей и русской грамматики», «Трудные вопросы русской морфологии».
Заведовал кафедрой русского языка Чеченского государственного университета с 1992 года по 2016 г.
В 1999 году в Институте языкознания АН Грузии защитил докторскую диссертацию «Общее и типическое в структуре и семантике чеченского простого предложения» по двум специальностям: по общему языкознанию (теории языка) и кавказским языкам.
Под руководством А. И. Халидова защищены 6 кандидатских диссертаций и 2 докторские (научный консультант).
С 2017 года действительный член Академии наук Чеченской Республики.
Умер 4 сентября 2024 года в возрасте 69 лет.
Айса Халидов являлся автором более 300 работ, среди них 18 книг, опубликованных в России и за её пределами.